# Al infierno en goitibera
Al Infierno En Goitibera es un grupo de música español de estilo hardcore punk y rock creado en Llodio, País Vasco, en 2002, cuando se convirtió en quinteto con la incorporación del vocalista. Sus componentes son Ramiro en la batería, Aran a la voz, Foro al bajo, y el Boy y Patas a las guitarras y coros. Sus influencias musicales van desde bandas como RIP, BAP!!, Snuff, Motörhead, RKL, Bad Brains, Dead Kennedys, Heibel, Poison Idea, etc.
En enero de 2004 dan su primer concierto. A finales de 2005 editan su primera grabación en compact disc, titulado demo 2005, con seis canciones, producido y autoeditado por la misma banda bajo el pseudo-sello Disco Pirateable.
Después de un parón y de un lento ritmo de producción, en agosto de 2010 editan su primer larga duración en CD, bajo el título de "Presaka" ("con prisas" o "a prisa" en euskera). Este disco contiene 17 canciones y ha sido coeditado entre Politburó Recording Fiasco y el mismo grupo. El grupo vuelve a estar en activo y tocando en directo.

## Miembros
- Aran: voz.
- Ramiro: batería.
- El Boy: guitarra, coros.
- Foro: bajo.
- Patas: guitarra, coros.

## Discografía

### Álbumes
- Demo 2005 - Maketa (Autoeditada y autoproducida, 2005), CD (Disco Pirateable)
- Presaka - Larga duración (Coeditada entre Politburó Recording Fiasco y Al Infierno En Goitibera, 2010), CD

## Bandas Anteriores o simultáneas
- Aran: guitarra y voz en Cave Canem (periodo 1996-2001), voz en Feos Pero Majos desde el 2003, guitarra en la Elektrotuna (Periodo 2003-2006) y guitarra en Orkresta desde el 2007.
- Ramiro: batería en ZEN (periodo 1987-1996), Pirulo Txou en 1992.
- El Boy: guitarra en Eskupitajo (mediados de los 80), guitarra en CLGSE (principio 90s) y guitarra en Une Latzak (mediados de los 90).
- Foro: bajo en Ostakulo (década de los 90).
- Patas: guitarra en CLGSE (principio 90s).

## Enlaces de Interés
- Página web oficial de Al Infierno En Goitibera Archivado el 20 de septiembre de 2017 en Wayback Machine.
- Myspace de Politburó Recording Fiasco

- Datos: Q5661878